# Elecciones generales de Surinam de 2020
Las elecciones generales de Surinam de 2020 se realizaron el lunes 25 de mayo del mencionado año con el objetivo de renovar los 51 escaños de la Asamblea Nacional, la cual investiría al presidente de la República para el período 2020-2025. Fueron las novenas elecciones desde la independencia del país, y las séptimas desde la restauración de la democracia en 1991.
Las elecciones tuvieron lugar simultáneamente con una crisis económica en Surinam, así como con la pandemia de enfermedad por coronavirus. El presidente Dési Bouterse, del gobernante Partido Nacional Democrático (NDP), se presentó para la reelección por un tercer mandato consecutivo. Su principal oponente sería el Partido de la Reforma Progresista (VHP), encabezado por el exministro de Justicia Chan Santokhi. A diferencia de las elecciones anteriores, no pudieron participar coaliciones electorales pues estas fueron prohibidas en 2019. Sin embargo, algunos partidos emplearon mecanismos legales y estrategias para unificar su accionar en determinadas circunscripciones, manteniendo alianzas de facto, siendo el mayor ejemplo de esto la combinación entre le Partido de Liberación General y Desarrollo (ABOP) y el partido Pertjajah Luhur (PL). En total participaron diecisiete partidos en las elecciones, pero no todos presentaron listas en las diez circunscripciones.
En medio de un escrutinio lento, el VHP obtuvo la victoria con el 39,45% de los votos y 20 escaños de los 51 de la Asamblea, su mejor desempeño electoral desde su fundación en 1949. En contraste, el NDP sufrió una derrota al recibir solo el 23,97% de los votos y 16 escaños, perdiendo 10 bancas con respecto a las anteriores elecciones. En tercer lugar con respecto a escaños quedó la alianza ABOP-PL con 10 escaños (8 para el ABOP y 2 para PL) y un 15,13% del voto popular contándose los votos para ambos partidos (pero un 9,08% y un 6,05% por separado, lo que los ubicaría en cuarto y quinto puesto en términos de voto popular). El Partido Nacional de Surinam (NSP) logró el 11,79% de los votos y 3 escaños, ubicándose en cuarto lugar. La formación Hermandad y Unidad en la Política (BEP) obtuvo el 2,49% y 2 escaños, obteniendo representación a pesar de ubicarse por detrás del Movimiento de Reforma y Renovación (HVB) que con un 2,70% de los votos no consiguió ingresar al legislativo. El resto de los partidos no consiguió superar el 2% de los votos.

## Antecedentes
El presidente en ejercicio Dési Bouterse y su Partido Nacional Democrático esperaban lograr un triunfo electoral para reelegirlo para un tercer mandato, conservando así su inmunidad nacional contra el arresto por homicidio, cargos por los que fue condenado en 2019 por su participación en los asesinatos de diciembre. Europol también tenía una orden de arresto activa desde el 16 de julio de 1999 por tráfico de cocaína.

## Desarrollo
La votación aún no había sido certificada oficialmente cuatro días después de las elecciones. Cuatro partidos de oposición alegaron que esto se debía a que el gobernante Partido Nacional Democrático estaba tratando de alterar los votos. El 28 de mayo, Ronnie Brunswijk, del opositor Partido de Liberación General y Desarrollo, declaró que personas afiliadas al NDP, incluido al nieto de Desi Bouterse, llegaron al edificio donde se contaban los votos e intentaron robar urnas y comenzar incendios.
El 28 de mayo, la Onafhankelijk Kiesbureau (Oficina Electoral Independiente) anunció que pasarían al menos dos semanas antes de que los resultados electorales fueran declarados definitivos.
Después de identificarse cuatro nuevos casos de COVID-19, se detuvo el proceso de conteo de votos.

## Resultados

### Nivel general
El VHP obtuvo su mejor resultado electoral desde 1973, más que duplicando su número anterior de escaños y convirtiéndose en el partido más votado y grande de la Asamblea Nacional. Por su parte, el NDP del presidente Dési Bouterse perdió un número sustancial de escaños.
. La ABOP obtuvo su mejor resultado desde su fundación en 1990, mientras que el PL obtuvo su peor resultado desde su fundación, siendo uno de los escaños un miembro de ABOP que actuó como el último miembro de la lista electoral en Wanica.
|  | 39.45 % |

|  | 23.97 % |

|  | 9.08 % |

|  | 6.05 % |

|  | 15.13 % |

|  | 11.79 % |

|  | 2.70 % |

|  | 2.49 % |

|  | 1.64 % |

|  | 0.86 % |

|  | 0.58 % |

|  | 0.34 % |

|  | 0.30 % |

|  | 0.25 % |

|  | 0.25 % |

|  | 0.13 % |

|  | 0.09 % |

|  | 0.03 % |

|  | 96.79 % |

|  | 3.21 % |

|  | 100.00 % |

|  | 74.04 % |

### Resultados por distrito
|  | 33.75 % |

|  | 33.68 % |

|  | 22.97 % |

|  | 6.71 % |

|  | 1.82 % |

|  | 0.60 % |

|  | 0.47 % |

|  | 43.67 % |

|  | 23.73 % |

|  | 19.49 % |

|  | 5.54 % |

|  | 5.19 % |

|  | 1.18 % |

|  | 0.45 % |

|  | 0.35 % |

|  | 0.24 % |

|  | 0.16 % |

|  | 56.73 % |

|  | 24.01 % |

|  | 9.07 % |

|  | 5.43 % |

|  | 3.15 % |

|  | 1.17 % |

|  | 0.43 % |

|  | 63.85 % |

|  | 23.12 % |

|  | 4.15 % |

|  | 4.09 % |

|  | 1.49 % |

|  | 1.29 % |

|  | 1.17 % |

|  | 0.52 % |

|  | 0.16 % |

|  | 0.15 % |

|  | 59.65 % |

|  | 22.94 % |

|  | 7.50 % |

|  | 4.82 % |

|  | 3.92 % |

|  | 0.66 % |

|  | 0.35 % |

|  | 0.15 % |

|  | 40.39 % |

|  | 16.96 % |

|  | 14.77 % |

|  | 13.37 % |

|  | 4.79 % |

|  | 3.10 % |

|  | 2.94 % |

|  | 2.34 % |

|  | 0.67 % |

|  | 0.31 % |

|  | 0.24 % |

|  | 0.13 % |

|  | 33.54 % |

|  | 25.49 % |

|  | 18.72 % |

|  | 10.07 % |

|  | 2.26 % |

|  | 2.22 % |

|  | 2.21 % |

|  | 1.62 % |

|  | 1.43 % |

|  | 0.65 % |

|  | 0.41 % |

|  | 0.37 % |

|  | 0.36 % |

|  | 0.31 % |

|  | 0.20 % |

|  | 0.10 % |

|  | 0.05 % |

|  | 53.91 % |

|  | 28.42 % |

|  | 6.56 % |

|  | 5.83 % |

|  | 4.10 % |

|  | 1.02 % |

|  | 0.16 % |

|  | 35.87 % |

|  | 28.49 % |

|  | 17.68 % |

|  | 8.48 % |

|  | 4.74 % |

|  | 1.61 % |

|  | 1.43 % |

|  | 0.82 % |

|  | 0.40 % |

|  | 0.33 % |

|  | 0.15 % |

|  | 57.95 % |

|  | 16.19 % |

|  | 11.86 % |

|  | 6.47 % |

|  | 1.96 % |

|  | 1.72 % |

|  | 1.32 % |

|  | 0.84 % |

|  | 0.42 % |

|  | 0.34 % |

|  | 0.28 % |

|  | 0.21 % |

|  | 0.16 % |

|  | 0.15 % |

|  | 0.11 % |

|  | 0.02 % |

## Formación de Gobierno
El 28 de mayo, se anunció que el VHP y el ABOP habían comenzado negociaciones para un gobierno de coalición de alternativa nacional en donde también se tratara de incluir a otras fuerzas políticas ya que el objetivo principal era formar un gobierno de consenso que lograse ponerle fin al mandato de Dési Bouterse. El Pertjajah Luhur expresó interés al igual que el Partido Nacional de Surinam. La coalición de los cuatro partidos tendría 33 escaños (una mayoría numérica) en la Asamblea Nacional. Sin embargo, para elegir al presidente del país se requería una supermayoría de dos tercios en la Asamblea (es decir 34 escaños para lograr la formación de gobierno), lo que significaba que la coalición necesitaría un legislador del NDP o del BEP para la formación del mismo. 
El 30 de mayo, se anunció que se había formado una coalición compuesta por el VHP, el ABOP, el NPS y el PL. Al mismo tiempo Chan Santokhi anunció su candidatura para Presidente de Surinam, y Ronnie Brunswijk para Presidente de la Asamblea Nacional. Otros cargos asignados en virtud del acuerdo incluyeron el vicepresidente de la Asamblea Nacional y el gobernador del Banco Central de Surinam para el VHP, el ministro del Interior y el ministro de Asuntos Sociales para PL, y el ministro de Educación y Ministro de Asuntos de Petróleo y Gas para el NPS. El ABOP recibirá una nominación para Vicepresidente de Surinam, así como los siguientes cargos: Ministro de Justicia y Policía, Ministro de Comercio, Industria y Turismo y Ministro de Recursos Naturales y Desarrollo Regional. Los puestos ministeriales restantes se le asignaron al VHP.
El 29 de junio la Asamblea Nacional celebró para su primera sesión, durante la cual Ronnie Brunswijk fue elegido presidente de la Asamblea Nacional en una elección incontestada. Dew Sharman del VHP se convirtió en el vicepresidente. Brunswijk dijo que comenzará el procedimiento para elegir un Presidente y un Vicepresidente lo antes posible.  El 1 de julio, Paul Somohardjo, presidente de Pertjajah Luhur y socio de coalición del nuevo gobierno, recibió un diagnóstico de COVID-19 positivo.  Las pruebas revelaron que Gregory Rusland, presidente del NPS, y Ronnie Brunswijk, presidente del ABOP y de la Asamblea Nacional, entre otros, eran positivos de COVID-19. El 3 de julio, Dew Sharman, vicepresidente de la Asamblea Nacional, anunció que las elecciones presidenciales se pospondrían hasta como máximo hasta el 10 de julio de 2020, con la votación fijada para el 13 de julio. Los candidatos potenciales debían anunciar su candidatura los días 7 y 8 de julio.
El 7 de julio la coalición vencedora nominó a Chan Santokhi para la presidencia y a Ronnie Brunswijk como vicepresidente. Las nominaciones fueron apoyadas por los 33 diputados de la coalición. Como no se nominó a otros candidatos antes de la fecha límite del 8 de julio, Santokhi y Brunswijk fueron elegidos el 13 de julio por aclamación en una elección incontestada realizada por la Asamblea Nacional. Asumieron los cargos el 16 de julio en la Plaza de la Independencia de Paramaribo en una ceremonia sin público debido a la pandemia de COVID-19.